# مارکوس اسلاتر
مارکوس اسلاتر (انگلیسی: Marcus Slaughter؛ زادهٔ ۱۸ مارس ۱۹۸۵) بازیکن بسکتبال اهل ایالات متحده آمریکا است.
از باشگاه‌هایی که در آن بازی کرده‌است می‌توان به میامی هیت و باشگاه بسکتبال رئال مادرید اشاره کرد.